# Johanna-Tunnel
Der Johanna-Tunnel ist ein Straßentunnel in Klosterneuburg in Niederösterreich.
Der 235 Meter lange Tunnel ist das Herzstück der Umfahrung Klosterneuburg. Die dort Klosterneuburger Straße genannte B 14 unterfährt den Weidlingbach. Benannt ist der 2008 eröffnete Tunnel nach der damaligen Landesrätin und nunmehrigen Landeshauptfrau Johanna Mikl-Leitner.